# Dimitri Lavalée
Dimitri Lavalée (Soumagne, 13 gennaio 1997) è un calciatore belga, difensore dello Sturm Graz.

## Carriera
Cresciuto nel settore giovanile dello Standard Liegi, dopo aver collezionato alcune panchine con la prima squadra nel 2018 viene prestato all'MVV militante in Eerste Divisie; il 24 agosto fa il suo esordio fra i professionisti in occasione dell'incontro di vinto 1-0 contro il Telstar.
Al termine della stagione, disputata da titolare con 32 presenze fra campionato e coppe, viene confermato dal club belga, dove però troverà poco spazio. Nel 2020 viene acquistato a titolo definitivo dal Magonza che lo aggrega alla propria seconda squadra; nel gennaio 2020 fa ritorno in patria in prestito al Sint-Truiden per una stagione e mezza.

## Statistiche
Statistiche aggiornate al 26 settembre 2021.

### Presenze e reti nei club
| Stagione        | Squadra         | Campionato      | Campionato | Campionato | Coppe nazionali | Coppe nazionali | Coppe nazionali | Coppe continentali | Coppe continentali | Coppe continentali | Altre coppe | Altre coppe | Altre coppe | Totale | Totale | Totale |
| Stagione        | Squadra         | Comp            | Pres       | Reti       | Comp            | Pres            | Reti            | Comp               | Pres               | Reti               | Comp        | Pres        | Reti        | Pres   | Reti   |        |
| --------------- | --------------- | --------------- | ---------- | ---------- | --------------- | --------------- | --------------- | ------------------ | ------------------ | ------------------ | ----------- | ----------- | ----------- | ------ | ------ | ------ |
| 2018-2019       | MVV             | 1D              | 31         | 0          | CO              | 1               | 0               |                    | -                  | -                  |             | -           | -           | 32     | 0      |        |
| 2019-2020       | Standard Liegi  | D1              | 5          | 0          | CB              | 2               | 0               | UEL                | 1                  | 0                  |             | -           | -           | 8      | 0      |        |
| 2020-gen. 2021  | Magonza II      | RL              | 4          | 0          |                 | -               | -               |                    | -                  | -                  |             | -           | -           | 4      | 0      |        |
| gen.-giu. 2021  | Sint-Truiden    | D1              | 11         | 0          | CB              | 2               | 0               |                    | -                  | -                  |             | -           | -           | 13     | 0      |        |
| 2021-2022       | Sint-Truiden    | D1              | 9          | 0          | CB              | 0               | 0               |                    | -                  | -                  |             | -           | -           | 9      | 0      |        |
| Totale carriera | Totale carriera | Totale carriera | 60         | 0          |                 | 5               | 0               |                    | 1                  | 0                  |             | -           | -           | 66     | 0      |        |

## Palmarès

### Club

#### Competizioni nazionali
- Coppa d'Austria: 1

Sturm Graz: 2023-2024
- Campionato austriaco: 2

Sturm Graz: 2023-2024, 2024-2025